# 레닌주의정치학교
레닌주의정치학교는 김원봉이 안광천, 박건웅, 이춘암, 이임순, 양백림 등과 1930년 4월에 북경에 설립한 학교로 사회주의 혁명운동가를 양성하였다. 안광천은 북경에 조선공산당재건동맹을 조직하였는데 중앙부 직속으로 레닌주의정치학교가 부설되었다.
안광천이 마르크스와 레닌주의 기초이론을 주로 가르쳤으며, 2기에 걸쳐 21명의 조선청년들이 교육을 받았다. 이들은 교육 후에 국내로 잠입하여 학생운동이나 청년운동에 참여하였다.